# Vale Viga
Vale Viga é uma aldeia da freguesia de Lourinhã.